# Hermann Fischer (Theologe)
Hermann Fischer (* 18. Mai 1933 in Cuxhaven; † 11. Juni 2012 in Hamburg) war ein deutscher evangelischer Theologe und Hochschullehrer.

## Leben
Fischer studierte von 1952 bis 1957 evangelische Theologie und Philosophie an der Humboldt-Universität zu Berlin (in der ehemaligen DDR) und Göttingen. 1960 wurde er in Göttingen mit einer Studie über Kierkegaard und Schleiermacher zum Dr. theol. promoviert, 1964 habilitierte er sich mit einer Arbeit über Ernst Troeltsch und Friedrich Gogarten für das Fachgebiet Systematische Theologie an der Johannes-Gutenberg-Universität Mainz. Dort wurde er 1969 zum außerplanmäßigen Professor, 1971 zum wissenschaftlichen Rat und Professor ernannt. 1968 bis 1969 nahm er eine Lehrstuhlvertretung in Heidelberg wahr. 1974 wurde er als ordentlicher Professor für Systematische Theologe an den Fachbereich Evangelische Theologie der Universität Hamburg berufen und lehrte dort bis zu seiner Emeritierung 1998.

## Veröffentlichungen
- Subjektivität und Sünde. Kierkegaards Begriff der Sünde mit ständiger Rücksicht auf Schleiermachers Lehre von der Sünde. Itzehoe 1963.
- Christlicher Glaube und Geschichte. Voraussetzungen und Folgen der Theologie Friedrich Gogartens. Gütersloh 1967.
- Die Christologie des Paradoxes. Zur Herkunft und Bedeutung des Christusverständnisses Sören Kierkegaards. Göttingen 1970.
- Systematische Theologie. Konzeptionen und Probleme im 20. Jahrhundert (= Grundkurs Theologie. Band 6). Stuttgart/Berlin/Köln 1992, ISBN 3-17-010027-0.
- Friedrich Daniel Ernst Schleiermacher. München 2001, ISBN 3-406-45974-9.
- Protestantische Theologie im 20. Jahrhundert. Stuttgart 2002, ISBN 3-17-015754-X.

### Als Herausgeber
- Anthropologie als Thema der Theologie. Göttingen 1978, ISBN 3-525-56145-8.
- Paul Tillich, Studien zu einer Theologie der Moderne. Frankfurt am Main 1989, ISBN 3-610-08520-7.
- Hans-Joachim Birkner, Schleiermacher-Studien. Berlin / New York 1996, ISBN 3-11-014253-8.

### Als Mitherausgeber
- Friedrich Daniel Ernst Schleiermacher, Kritische Gesamtausgabe (seit 1991 als Geschäftsführender Herausgeber). Berlin / New York, I. Abt. (= Schriften und Entwürfe), Band 1–15, 1980–2005; II. Abt. (= Vorlesungen) seit 1998; V. Abt. (= Briefwechsel und biographische Dokumente) seit 1985.
- Schleiermacher-Archiv. Berlin / New York 1985 ff.